# Torbjørn Hummel
Torbjørn Hartvig Hummel (født 6. december 1955 i København) er en dansk skuespiller og tegnefilmsdubber.
Torbjørn Hummel er endvidere tilknyttet lydbogsforlaget Momo - Skuespillernes Lydbogsværksted, hvor han har indlæst flere lydbøger.

## Filmografi
- Den sidste viking (1997)
- Ørnens øje (1997)
- Den serbiske dansker (2001)
- Møgunger (2003)
- Ambulancen (2005)

### Tv-serier
- Gøngehøvdingen (1992)
- Hjem til fem (1995-1998)
- TAXA (1999)
- Hvide løgne (1998)
- Forbrydelsen (2007)
- Sommer (2008)

### Videospil
- LittleBigPlanet (Europa udgave 2008)
- LittleBigPlanet 2 (Europa udgave 2010)

### Tegnefilm/-serier
- De Fantastiske Fehoveder (2001-) som Timmys far
- Lilo & Stitch (2002) som Cobra Bubbles
- De Utrolige (2004) som Bob Parr (Hr. Utrolig)
- De Frygtløse: The Muuhvie (2004) som Oksen Junior
- De Utrolige 2 (2018) som Bob Parr (Hr. Utrolig)